# Descendants (franquia)
Descendants (prt: Os Descendentes; bra: Descendentes) é uma franquia de filmes original do Disney Channel e Disney+, protagonizada e baseada nos filhos dos personagens clássicos da Disney. A franquia foi criada por Josann McGibbon e Sara Parriott, com os três primeiros filmes a serem dirigidos por Kenny Ortega, o quarto filme dirigido por Jennifer Phang e o quinto filme dirigido por Kimmy Gatewood.
A franquia passa-se num universo que serve como continuação dos filmes clássicos da Disney. Protagonizada por Dove Cameron, Cameron Boyce, Sofia Carson e Booboo Stewart, cada filme narra a vida dos quatro filhos adolescentes dos vilões da Disney na Ilha dos Perdidos, após a sua mudança para o reino de Auradon por pedido do filho adolescente da Rainha Bela e o Rei Monstro/Fera. O primeiro filme foi lançado como um Filme Original Disney Channel em julho de 2015. Em Portugal, estreou em outubro de 2015 e no Brasil em agosto de 2015. Devido ao seu sucesso, uma continuação foi produzida e estreou nos seis canais com a propriedade da Disney em julho de 2017. Em agosto de 2019, um terceiro filme estreou no Disney Channel. Cada filme foi acompanhado por músicas originais. Um filme spin-off dos três filmes anteriores, Descendants: The Rise of Red, protagonizado por Kylie Cantrall e Malia Baker, estreou no Disney+ a 12 de julho de 2024, sucedido por uma sequela, Desdendants: Wicked Wonderland, com previsão para ser lançada no verão de 2026.
A franquia também levou à criação de várias séries de televisão, curtas-metragens, especiais de televisão e livros.

## Desenvolvimento

### Origens
Sara Parriott e Josann McGibbon tiveram a ideia para a franquia Descendants após serem abordados por um ex-assistente, que se tornou um executivo de desenvolvimento no Disney Channel. Eles foram convidados a criar uma história centrada nos filhos adolescentes dos vilões icónicos da Disney, o que levou ao desenvolvimento da série Descendants. Parriott e McGibbon desenvolveram o conceito de Descendants ao proporem que quatro filhos adolescentes dos filhos dos vilões da Disney frequentassem a escola de Auradon, um país de contos de fada, ao invés de uma escola feita exclusivamente para os filhos de vilões. Eles selecionaram os personagens em destaque com base nos seus filmes favoritos da Disney, com foco em vilões humanos, e decidiram incluir dois adolescentes do sexo masculino e dois do sexo feminino. Essa abordagem também levou à exploração criativa de como esses vilões notórios, como a Maléfica/Malévola e a Rainha Má, poderiam criar os seus filhos.

### Produção
Descendants estreou a 31 de julho de 2015 no Disney Channel dos Estados Unidos. O filme estreou em Portugal a 10 de outubro de 2015. No Brasil, estreou a 16 de agosto de 2015.
Descendants 2 foi anunciado a 15 de agosto de 2015, na D23 Expo. O filme estreou a 21 de julho de 2017, e foi transmitido simultaneamente em seis canais: ABC, Disney Channel, Disney XD, Freeform, Lifetime, e Lifetime Movies. Estreou a 7 de outubro de 2017 em Portugal.
Descendants 3 foi anunciado a 16 de fevereiro de 2018. O filme foi lançado a 2 de agosto de 2019 no Disney Channel. Em Portugal, estreou a 26 de outubro de 2019. No Brasil, estreou a 9 de agosto de 2019.
Em setembro de 2021, o Deadline Hollywood reportou que mais dois filmes Descendants estariam em desenvolvimento por parte da Disney. Um deles acabou por ser The Rise of Red.
A 10 de maio de 2022, uma nova sequela, inicialmente anunciada com o título de Descendants: The Pocketwatch, teve luz-verde da Disney+, com a direção de Jennifer Phang. A 21 de março de 2023, o título oficial do filme foi anunciado como Descendants: The Rise of Red. Em Portugal, recebeu o título de Os Descendentes: Coração Rebelde, enquanto que no Brasil foi Descendentes: A Ascensão de Copas o título escolhido. O filme foi lançado a 12 de julho de 2024 no Disney+, e a 9 de agosto de 2024 no Disney Channel. Também estreou a 28 de setembro de 2024 no Disney Channel de Portugal.
O filme, que se trata de um spin-off dos três filmes anteriores, é focado em Red e Chloe — a filha adolescente da Rainha de Copas e a filha da Cinderela e do Principe Encantado — que têm de se unir e viajar no tempo para o passado de forma a prevenir um evento catastrófico.

### Futuro
Após o lançamento de The Rise of Red, a produtora executiva do filme Suzanne Todd confirmou que a Disney está "definitivamente a trabalhar e a pensar numa sequela do filme", e que, devido ao final de The Rise of Red com um aviso sobre as consequências imprevistas da viagem no tempo, "haverá futuras reviravoltas do bem e do mal com certeza".

## Personagens
Esta seção inclui personagens que aparecerão ou apareceram em a franquia de Descendants.
- Uma cor cinza escura vazia indica que o personagem não estava no filme.
- A indica uma aparição através de imagens de arquivo ou áudio.
- V indica um papel apenas de voz.
- Y indica uma versão mais jovem do personagem.

| Personagens                        | Filmes                | Filmes                 | Filmes                 | Filmes                        | Filmes            |
| Personagens                        | Descendants           | Descendants 2          | Descendants 3          | The Rise of Red               | Wicked Wonderland |
| ---------------------------------- | --------------------- | ---------------------- | ---------------------- | ----------------------------- | ----------------- |
| Mal                                | Dove Cameron          | Dove Cameron           | Dove Cameron           | Dove CameronA                 |                   |
| Carlos de Vil                      | Cameron Boyce         | Cameron Boyce          | Cameron Boyce          | Cameron BoyceA                |                   |
| Evie                               | Sofia Carson          | Sofia Carson           | Sofia Carson           | Sofia CarsonA                 |                   |
| Jay                                | Booboo Stewart        | Booboo Stewart         | Booboo Stewart         | Booboo StewartA               |                   |
| Ben                                | Mitchell Hope         | Mitchell Hope          | Mitchell Hope          | Mitchell HopeA                |                   |
| Fada Madrinha / Fay                | Melanie Paxson        | Melanie Paxson         | Melanie Paxson         | Melanie PaxsonGrace NarducciY | Melanie Paxson    |
| Jane                               | Brenna D'Amico        | Brenna D'Amico         | Brenna D'Amico         |                               |                   |
| Audrey                             | Sarah Jeffery         |                        | Sarah Jeffery          | Sarah JefferyA                |                   |
| Doug                               | Zachary Gibson        | Zachary Gibson         | Zachary Gibson         |                               |                   |
| Chad Charming                      | Jedidiah Goodacre     | Jedidiah Goodacre      | Jedidiah Goodacre      | Jedidiah GoodacreA            |                   |
| Lonnie                             | Dianne Doan           | Dianne Doan            |                        |                               |                   |
| Monstro/Fera                       | Dan Payne             | Dan Payne              | Dan Payne              | Jake MagerY                   |                   |
| Bela                               | Keegan Connor Tracy   | Keegan Connor Tracy    | Keegan Connor Tracy    |                               |                   |
| Maléfica/Malévola                  | Kristin Chenoweth     |                        |                        | MarsY                         |                   |
| Cruella de Vil                     | Wendy Raquel Robinson |                        |                        |                               |                   |
| Jafar                              | Maz Jobrani           |                        |                        |                               |                   |
| Rainha Má                          | Kathy Najimy          |                        |                        |                               |                   |
| Rainha Leah                        | Judith Maxie          |                        | Judith Maxie           |                               |                   |
| Dude                               | Paisley               | PaisleyBobby MoynihanV | PaisleyBobby MoynihanV |                               |                   |
| Uma                                |                       | China Anne McClain     | China Anne McClain     | China Anne McClain            |                   |
| Harry Gancho                       |                       | Thomas Doherty         | Thomas Doherty         |                               |                   |
| Gil                                |                       | Dylan Playfair         | Dylan Playfair         |                               |                   |
| Dizzy Tremaine                     |                       | Anna Cathcart          | Anna Cathcart          |                               |                   |
| Ursula                             |                       | Whoopi GoldbergV       |                        |                               |                   |
| Lady Tremaine                      |                       | Linda KoV              | Linda Ko               | Julee CerdaY                  |                   |
| Celia Facilier                     |                       |                        | Jadah Marie            |                               |                   |
| Hades                              |                       |                        | Cheyenne Jackson       | Anthony PyattY                |                   |
| Dr. Facilier                       |                       |                        | Jamal Sims             |                               |                   |
| Squeaky                            |                       |                        | Christian Convery      |                               | Ryan McEwen       |
| Squirmy                            |                       |                        | Luke Roessler          |                               | Dayton Paradis    |
| Red                                |                       |                        |                        | Kylie Cantrall                | Kylie Cantrall    |
| Chloe                              |                       |                        |                        | Malia Baker                   | Malia Baker       |
| Maddox Hatter                      |                       |                        |                        | Leonardo Nam                  | Leonardo Nam      |
| Rainha de Copas / Bridget          |                       |                        |                        | Rita OraRuby Rose TurnerY     | Rita Ora          |
| Cinderela / Ella                   |                       |                        |                        | Brandy NorwoodMorgan DudleyY  | Brandy Norwood    |
| Rei Encantado / Príncipe Encantado |                       |                        |                        | Paolo MontalbanTristan PadilY | Paolo Montalban   |
| Uliana                             |                       |                        |                        | Dara Reneé                    |                   |
| Gancho                             |                       |                        |                        | Joshua Colley                 |                   |
| Morgie                             |                       |                        |                        | Peder Lindell                 |                   |
| Merlim                             |                       |                        |                        | Jeremy Swift                  |                   |
| Pink                               |                       |                        |                        |                               | Liamani Segura    |
| Max Hatter                         |                       |                        |                        |                               | Brendon Tremblay  |
| Luis Madrigal                      |                       |                        |                        |                               | Alexandro Byrd    |
| Hazel Hook                         |                       |                        |                        |                               | Kiara Romero      |
| Robbie Hood                        |                       |                        |                        |                               | Joel Oulette      |
| Felix Facilier                     |                       |                        |                        |                               | Zavien Garrett    |

## Série de filmes

### Descendants(2015)

Poster do primeiro filme

Vinte anos depois de a Bela e o Monstro (ou a Fera) se casarem e se tornarem rei e rainha, eles estabelecem os Estados Unidos de Auradon, criando uma nova nação próspera dos reinos vizinhos, e pedem para banir os vilões (mesmo os que morreram, foram ressuscitados) para a Ilha dos Perdidos, uma ilha cercada por uma barreira onde a magia está suspensa. O filho deles, Príncipe Benjamin (Ben), anuncia que a sua primeira proclamação enquanto futuro rei é dar às crianças da Ilha dos Perdidos a oportunidade de viver em Auradon, longe da influência de seus pais vilões. Ele escolhe Carlos, filho da Cruella de Vil; Jay, filho de Jafar; Evie, filha da Rainha Má; e Mal, filha de Maléfica/Malévola. Na ilha, Maléfica/Malévola instrui o quarteto a roubar a varinha mágica da Fada Madrinha para desativar a barreira para que ela possa conquistar Auradon. Os quatro VKs acabam por se encaixar e desfrutar de uma infância normal, e Mal começa um relacionamento com Ben, que namorava até então com a autoproclamada Audrey, filha da Princesa Aurora (A Bela Adormecida) e do Príncipe Phillip. Quando a barreira é inadvertidamente dissipada, Maléfica/Malévola ataca a coroação de Ben e transforma-se num dragão. Com Ben incentivando-a a fazer sua própria escolha, Mal escolhe o bem. Ela e os seus amigos derrotam Maléfica/Malévola, transformando-a num pequeno lagarto, podendo voltar ao seu estado normal se encher o seu coração de amor. O povo de Auradon comemora.

### Descendants 2(2017)

Poster do segundo filme

Mal sente-se pressionada com a sua nova vida de celebridade como a namorada do rei Ben, usando secretamente magia para manter um estilo de vida que ela sente que é uma fachada. Mal acha que não pertence em Auradon e regressa à Ilha, onde a liderança de grupos foi deixada para a sua antiga rival, a capitã pirata Uma (filha de Ursula), e os seus capangas, Harry (filho do Capitão Gancho) e Gil (filho de Gaston), respetivamente. Evie, Jay, e Carlos concordam em ajudar Ben a encontrar Mal, mas ela rejeita-o, acreditando que ficar na Ilha seria o melhor para ele e para Auradon. Uma captura Ben e exige a varinha da Fada Madrinha como moeda de troca pela sua vida. Uma ressente-se de não ter sido escolhida para viver em Auradon; Ben admira-a como líder e convida-a para Auradon, mas ela promete fazer o seu próprio caminho até lá. Usando uma varinha impressa em 3D Us, Mal e os seus amigos resgatam Ben. Na festa real a bordo, Uma aparece como a nova paixão de Ben e ele anuncia que destruirá a barreira; Mal percebe que Uma lançou um feitiço no Ben. Quando Mal descobre que Ben encomendou um retrato que a retrata como ela era antes de se mudar com magia, ela aceita o ato de amor e beija Ben, quebrando o feitiço. Uma e Mal lutam, transformando-se num polvo e num dragão, respectivamente. Ben tenta negociar com Uma, mas ela rejeita e vai-se embora. Evie pede para trazer mais filhos de vilões da Ilha para Auradon e Ben concorda.

### Descendants 3(2019)

Poster do terceiro filme

Ben pede Mal em casamento em público e ela aceita, o que faz dela a futura rainha de Auradon. No entanto, Mal tem que lidar com as ameaças de Uma; com Hades, o seu pai; e a ex-namorada de Ben, Audrey, enquanto tenta parar o mal de uma vez por todas. Enquanto Mal, Evie, Jay e Carlos recrutam uma nova geração de filhos de vilões, Hades tenta quebrar a barreira da Ilha dos Perdidos. Ao mesmo tempo, Audrey rouba o cetro de Maléfica/Malévola e a coroa, tornando-se numa versão malvada de si mesma e deseja vingar-se de Mal, Ben e toda a gente em Auradon. O grupo de amigos regressa à Ilha dos Perdidos com a missão de conseguir a brasa de Hades e ao confrontarem-se com Uma e os seus capangas Harry e Gil, decidem unir-se para conseguirem derrotar Audrey antes que destrua Auradon.

### Descendants: The Rise of Red(2024)

Poster do quarto filme

Uma, agora diretora da Preparatória de Auradon, envia um convite para estudar na sua escola outro VK – Red, a inteligente e rebelde filha adolescente da Rainha de Copas do País das Maravilhas. A Rainha de Copas guarda rancor há muito tempo contra Auradon, especialmente Cinderela, e aproveita a oportunidade para se vingar quando ela deixa a sua filha na escola. Quando a Rainha de Copas incita um golpe iminente contra Auradon, Red tem de unir forças com Chloe, a perfeccionista e atlética filha de Cinderela, para viajar no tempo através do relógio de bolso criado por Maddox, o filho do Chapeleiro Louco/Maluco, e desfazer o evento traumático que fez a mãe de Red escolher o caminho da vilania.

### Descendants: Wicked Wonderland (2026)
Após o lançamento de The Rise of Red, a produtora executiva do filme, Suzanne Todd, confirmou que a Disney está "definitivamente trabalhando e pensando em um filme de continuação" e que, devido ao final de The Rise of Red trazer um alerta sobre as consequências imprevisíveis das viagens no tempo, "a sequência certamente terá novas reviravoltas entre o bem e o mal."
Em fevereiro de 2025, os primeiros nomes do elenco foram anunciados, com vários personagens de The Rise of Red retornando e novos sendo adicionados, com o lançamento do filme previsto para ser lançado no verão de 2026. Em março de 2025, mais nomes foram confirmados no elenco. Em maio de 2025, foi anunciado que o título oficial seria Descendants: Wicked Wonderland, juntamente com o anúncio do regresso de grande parte do elenco adulto de The Rise of Red aos seus respetivos papeis.

## Recepção
Até agosto de 2024, a trilogia original Descendants acumulou mais de 781 milhões de horas de exibição nos Estados Unidos, onde cada filme também foi o filme de televisão mais assistido do ano entre crianças dos 6 aos 11 anos e adolescentes dos 9 aos 14 durante o respetivo ano de estreia em cada filme.

### Descendants(2015)
Descendants foi visto mais de um milhão de vezes no aplicativo Watch Disney Channel antes do filme estrear na TV. O filme teve 6.6 milhões de telespectadores na sua noite de estreia, e 10.5 milhões de espectadores no Early DVR Playback. Logo após a sua estreia, as audiências mostraram que o filme foi o quinto filme original mais assistido na história da TV a cabo. Em Portugal, o filme estreou a 10 de outubro de 2015 e tornou-se no filme mais visto de sempre no Disney Channel. A sua emissão obteve um share de 25.5% no target crianças dos 4 aos 14 anos e um share de 36.6% entre raparigas da mesma faixa etária. O filme chegou a atingir os 700,000 telespectadores durante a sua estreia, liderando ao longo das suas emissões nesse fim-de-semana, à frente de todos os canais generalistas.
Descendants arrecadou mais de 18 milhões de dólares em vendas do filme.

### Descendants 2(2017)
Descendants 2 foi visto por 8.92 milhões de telespectadores pelos seis canais em que foi emitido na noite da sua estreia, elevando as audiências do seu filme anterior em 2015; pelo menos 13 milhões de pessoas assistiram a um minuto do filme. No Disney Channel, o filme foi assistido por 5,33 milhões de espectadores e liderou a noite na televisão a cabo, com 1.20 de rating. Embora abaixo do primeiro filme, foi a transmissão mais vista no canal desde o primeiro filme. Em diferido, o filme subiu para um total de 21 milhões de espectadores. Em Portugal, estreou a 7 de outubro de 2017 e fez o Disney Channel ser o canal mais visto no país enquanto o filme estreava, com uma audiência média de 3.5% e um share de 16.3%. A faixa etária de maior público foi dos 4 aos 14 anos, representando uma audiência média de 14.5% e um share de 44.5%, correspondente a 162 mil espectadores. Também assistiram ao filme jovens com idades entre 15 e 24 anos, com registos de 5.7% de rating e 25.7% de share. No melhor minuto, às 11h07, o canal reunia a atenção de 356.7 mil espectadores.
Descendants 2 arrecadou mais de 13 milhões de dólares em vendas do filme.

### Descendants 3(2019)
Descendants 3 foi visto por 4.6 milhões de telespectadores na sua noite de estreia, com a audiência a crescer para 8.43 milhões de espectadores após três dias de visualização em diferido.
Descendants 3 arrecadou mais de 6 milhões de dólares em vendas do filme.

### Descendants: The Rise of Red(2024)
Descendants: The Rise of Red foi visto por 6.7 milhões de telespectadores nos três primeiros dias de streaming no Disney+. Tornou-se a maior estreia de um filme original da Disney Branded Television no serviço de streaming. Foi o filme original mais visto durante a semana de 12 a 18 de julho de 2024, com 1.1 bilhão de minutos assistidos. Durante a semana de 19 a 25 de julho de 2024, foi o terceiro filme original mais visto, com 299.1 milhões de minutos assistidos. The Rise of Red foi o quarto filme original em streaming mais visto durante a semana de 26 de julho a 1 de agosto de 2024, com 141.8 milhões de minutos assistidos e 1.5 milhão de telespectadores. Em agosto de 2024, a Disney anunciou que The Rise of Red alcançou 20 milhões de telespectadores ao redor do mundo.

## Impacto
Até maio de 2022, foram vendidos quase 7 milhões de bonecas e 9 milhões de livros Descendants, incluindo quatro Best Sellers do New York Times. As fantasias de Halloween, baseados nas personagens de Descendants, foram as fantasias mais vendidas em 2015 e 2016 e permaneceram entre as 5 melhores fantasias licenciadas da Disney por sete anos consecutivos, de 2015 a 2021. Em julho de 2024, a hashtag "#Descendants" obteve mais de 95 milhões de visualizações nos Estados Unidos e mais de 9 bilhões de visualizações globalmente. Até agosto de 2024, as contas oficiais de Descendants acumularam mais de 10 milhões de seguidores em várias plataformas das redes sociais.

## Discografia

### Bandas sonoras
| Descendants                                                                            | - Lançamento: 31 de julho de 2015 - Formatos: CD, download digital, streaming - Gravadora: Walt Disney | 1  | 1 | 57 | 178 | 102 | 50 | 19 | 50 | — | 36 | - RIAA: Ouro |
| Descendants 2                                                                          | - Lançamento: 21 de julho de 2017 - Formatos: CD, download digital, streaming - Gravadora: Walt Disney | 6  | 1 | 64 | 192 | 135 | —  | —  | —  | — | 53 | - RIAA: Ouro |
| Descendants 3                                                                          | - Lançamento: 2 de agosto de 2019 - Formatos: CD, download digital, streaming - Gravadora: Walt Disney | 7  | 1 | 36 | 109 | 166 | —  | —  | —  | — | 82 | - RIAA: Ouro |
| Descendants: The Rise of Red                                                           | - Lançamento: 12 de julho de 2024 - Formatos: download digital, streaming - Gravadora: Walt Disney     | 60 | 1 | —  | —   | —   | —  | —  | —  | — | —  |              |
| "—" denota versões que não entraram no gráfico ou não foram lançadas nesse território. | |    |   |    |     |     |    |    |    |   |    |              |

### Extended plays
| Título                                      | Detalhes                                                                                              |
| ------------------------------------------- | --- |
| Descendants Remix Dance Party               | - Lançamento: 3 de abril de 2020 - Formatos: download digital, streaming - Gravadora: Walt Disney     |
| Descendants: The Rise of Red - Halloween EP | - Lançamento: 27 de setembro de 2024 - Formatos: download digital, streaming - Gravadora: Walt Disney |

### Singles
| "If Only" (performado por Dove Cameron)                                                                                  | 2015 | 94 | —  | 186 | —  | - RIAA: Ouro    | Descendants                  |
| "Rotten to the Core" (performado por Sofia Carson)                                                                       | 2015 | —  | —  | —   | —  |                 | Descendants                  |
| "Ways to Be Wicked" (performado por Dove Cameron, Sofia Carson, Cameron Boyce e Booboo Stewart)                          | 2017 | —  | —  | —   | —  | - RIAA: Platina | Descendants 2                |
| "What's My Name" (performado por China Anne McClain, Thomas Doherty e Dylan Playfair)                                    | 2017 | 61 | 94 | —   | 39 | - RIAA: Platina | Descendants 2                |
| "Chillin' Like a Snowman" (performado por Sofia Carson)                                                                  | 2017 | —  | —  | —   | —  |                 | Single sem álbum             |
| "Stronger" (performado por Dove Cameron e China Anne McClain)                                                            | 2018 | —  | —  | —   | —  |                 | Single sem álbum             |
| "Good to Be Bad" (performado por Dove Cameron, Sofia Carson, Cameron Boyce, Booboo Stewart, Jadah Marie e Anna Cathcart) | 2019 | —  | —  | —   | —  | - RIAA: Ouro    | Descendants 3                |
| "VK Mashup" (performado por Dove Cameron, Sofia Carson, Cameron Boyce e Booboo Stewart)                                  | 2019 | —  | —  | —   | —  |                 | Descendants 3                |
| "Queen of Mean" (performado por Sarah Jeffery)                                                                           | 2019 | 49 | 57 | —   | 89 | - RIAA: Platina | Descendants 3                |
| "What's My Name (Red Version)" (performado por China Anne McClain e Kylie Cantrall)                                      | 2024 | —  | —  | —   | —  |                 | Descendants: The Rise of Red |
| "Red" (performado por Kylie Cantrall)                                                                                    | 2024 | —  | —  | —   | —  |                 | Descendants: The Rise of Red |
| "—" denota versões que não entraram no gráfico ou não foram lançadas nesse território.                                   |      |    |    |     |    |                 |                              |

### Singles promocionais
| Título                                                                                            | Ano  | Melhor posição | Melhor posição | Álbum             |
| Título                                                                                            | Ano  | US             | US KDS         | Álbum             |
| ------------------------------------------------------------------------------------------------- | ---- | -------------- | -------------- | ----------------- |
| "Believe" (performado por Shawn Mendes)                                                           | 2015 | —              | 1              | Descendants       |
| "Genie in a Bottle" (performado por Dove Cameron)                                                 | 2016 | —              | —              | Singles sem álbum |
| "I'm Your Girl" (performado por Dove Cameron e Sofia Carson)                                      | 2016 | —              | —              | Singles sem álbum |
| "Rather Be With You" (performado por Dove Cameron, Sofia Carson, Lauryn McClain e Brenna D'Amico) | 2016 | —              | —              | Descendants 2     |
| "Evil" (performado por Dove Cameron)                                                              | 2016 | —              | —              | Descendants 2     |
| "Better Together" (performado por Dove Cameron e Sofia Carson)                                    | 2017 | —              | —              | Descendants 2     |
| "Keep Your Head on Halloween" (performado por Elenco - Descendants)                               | 2019 | —              | —              | Singles sem álbum |
| "Audrey's Christmas Rewind" (performado por Sarah Jeffery and Jadah Marie)                        | 2019 | —              | —              | Singles sem álbum |
| "Feeling the Love" (performado por Elenco de Descendants: The Royal Wedding)                      | 2021 | —              | —              | Singles sem álbum |
| "Red Christmas" (performado por Kylie Cantrall)                                                   | 2024 | —              | —              | Singles sem álbum |
| "Wickedly Sweet" (performado por Kylie Cantrall, Dara Reneé, Ruby Rose Turner e Malia Baker)      | 2024 | —              | —              | Singles sem álbum |
| "—" denota versões que não entraram no gráfico ou não foram lançadas nesse território.            |      |                |                |                   |

### Outras músicas nos gráficos
| "Rotten to the Core" (performado por Dove Cameron, Cameron Boyce, Booboo Stewart e Sofia Carson)                                                                 | 2015 | 38 | 66 | - RIAA: Platina | Descendants   |
| "Evil Like Me" (performado por Dove Cameron e Kristin Chenoweth)                                                                                                 | 2015 | —  | —  | - RIAA: Ouro    | Descendants   |
| "Did I Mention" (performado por Jeff Lewis) | 2015 | —  | —  |                 | Descendants   |
| "Set it Off" (performado por Dove Cameron, Sofia Carson, Cameron Boyce, Booboo Stewart, Mitchell Hope, Sarah Jeffery e Jeff Lewis)                               | 2015 | —  | —  |                 | Descendants   |
| "Chillin' Like a Villain" (performado por Sofia Carson, Cameron Boyce, Booboo Stewart e Mitchell Hope)                                                           | 2017 | 95 | —  | - RIAA: Platina | Descendants 2 |
| "It's Goin' Down" (performado por Dove Cameron, Sofia Carson, Cameron Boyce, Booboo Stewart, China Anne McClain, Mitchell Hope, Thomas Doherty e Dylan Playfair) | 2017 | 77 | —  | - RIAA: Platina | Descendants 2 |
| "You and Me" (performado por Dove Cameron, Sofia Carson, Cameron Boyce, Booboo Stewart, Mitchell Hope e Jeff Lewis)                                              | 2017 | —  | —  | - RIAA: Ouro    | Descendants 2 |
| "Night Falls" (performado por Dove Cameron, Sofia Carson, Cameron Boyce, Booboo Stewart, China Anne McClain, Thomas Doherty e Dylan Playfair)                    | 2019 | 84 | —  | - RIAA: Platina | Descendants 3 |
| "—" denota versões que não entraram no gráfico ou não foram lançadas nesse território.                                                                           |      |    |    |                 |               |

### Outras aparições
| Título              | Ano  | Performado por                                             | Álbum                       |
| ------------------- | ---- | ---------------------------------------------------------- | --------------------------- |
| "Jolly to the Core" | 2016 | Dove Cameron, Sofia Carson, Cameron Boyce e Booboo Stewart | Disney Channel Holiday Hits |

### Vídeos musicais
| Título                                | Ano  | Artista(s) | Direção                     | Ref.    |
| ------------------------------------- | ---- | --- | --------------------------- | ------- |
| "Believe"                             | 2015 | Shawn Mendes | Jake Kasdan                 | [ 121 ] |
| "Rotten to the Core"                  | 2015 | Dove Cameron, Cameron Boyce, Booboo Stewart e Sofia Carson | Kenny Ortega                | [ 122 ] |
| "If Only"                             | 2015 | Dove Cameron | Kenny Ortega                | [ 123 ] |
| "Evil Like Me"                        | 2015 | Kristin Chenoweth e Dove Cameron | Kenny Ortega                | [ 124 ] |
| "Set it Off"                          | 2015 | Dove Cameron, Sofia Carson, Cameron Boyce, Booboo Stewart, Mitchell Hope, Sarah Jeffery e Jeff Lewis                                                                                      | Kenny Ortega                | [ 125 ] |
| "Be Our Guest"                        | 2015 | Mitchell Hope, Spencer Lee, Kala Balch e Marco Marinangeli | Kenny Ortega                | [ 126 ] |
| "Did I Mention"                       | 2015 | Mitchell Hope | Kenny Ortega                | [ 127 ] |
| "Rotten to the Core (Single Version)" | 2015 | Sofia Carson | Naren Wilks e Adam Santelli | [ 128 ] |
| "Good Is the New Bad"                 | 2015 | Dove Cameron, Sofia Carson e China Anne McClain | Aliki Theofilopoulos        | [ 129 ] |
| "Genie in a Bottle"                   | 2016 | Dove Cameron | Jay Martin                  | [ 130 ] |
| "I'm Your Girl"                       | 2016 | Dove Cameron e Sofia Carson | Aliki Theofilopoulos        | [ 131 ] |
| "Night Is Young"                      | 2016 | China Anne McClain | Aliki Theofilopoulos        | [ 132 ] |
| "Rather Be with You"                  | 2016 | Dove Cameron, Sofia Carson, Lauryn McClain e Brenna D'Amico | Eric Fogel                  | [ 133 ] |
| "Jolly to the Core"                   | 2016 | Dove Cameron, Sofia Carson, Cameron Boyce e Booboo Stewart | Desconhecido                | [ 134 ] |
| "Evil"                                | 2016 | Dove Cameron | Eric Fogel                  | [ 135 ] |
| "Better Together"                     | 2017 | Dove Cameron e Sofia Carson | Eric Fogel                  | [ 136 ] |
| "Ways to Be Wicked"                   | 2017 | Dove Cameron, Sofia Carson, Cameron Boyce e Booboo Stewart | Kenny Ortega                | [ 137 ] |
| "What's My Name"                      | 2017 | China Anne McClain, Thomas Doherty e Dylan Playfair | Kenny Ortega                | [ 138 ] |
| "It's Goin' Down"                     | 2017 | Dove Cameron, Sofia Carson, Cameron Boyce, Booboo Stewart, China Anne McClain, Mitchell Hope, Thomas Doherty e Dylan Playfair                                                             | Kenny Ortega                | [ 139 ] |
| "Space Between"                       | 2017 | Dove Cameron e Sofia Carson | Kenny Ortega                | [ 140 ] |
| "You and Me"                          | 2017 | Dove Cameron, Sofia Carson, Cameron Boyce, Booboo Stewart, Mitchell Hope e Jeff Lewis | Kenny Ortega                | [ 141 ] |
| "Chillin' Like a Villain"             | 2017 | Sofia Carson, Cameron Boyce, Booboo Stewart e Mitchell Hope | Kenny Ortega                | [ 142 ] |
| "Stronger"                            | 2018 | Dove Cameron e China Anne McClain | Scott Rhea                  | [ 143 ] |
| "Good to be Bad"                      | 2019 | Dove Cameron, Cameron Boyce, Sofia Carson e Booboo Stewart | Kenny Ortega                | [ 144 ] |
| "VK Mashup"                           | 2019 | Dove Cameron, Cameron Boyce, Sofia Carson e Booboo Stewart | Kenny Ortega                | [ 145 ] |
| "Break This Down"                     | 2019 | Dove Cameron, Sofia Carson, Booboo Stewart, Cameron Boyce, China Anne McClain, Mitchell Hope, Thomas Doherty, Dylan Playfair, Sarah Jeffery, Jadah Marie, Brenna D'Amico e Zachary Gibson | Kenny Ortega                | [ 146 ] |
| "Do What You Gotta Do"                | 2019 | Dove Cameron e Cheyenne Jackson | Kenny Ortega                | [ 147 ] |
| "One Kiss"                            | 2019 | Dove Cameron, Sofia Carson e China Anne McClain | Kenny Ortega                | [ 148 ] |
| Night Falls                           | 2019 | Dove Cameron, Sofia Carson, Cameron Boyce, Booboo Stewart, China Anne McClain, Thomas Doherty e Dylan Playfair                                                                            | Kenny Ortega                | [ 149 ] |
| "My Once Upon a Time"                 | 2019 | Dove Cameron | Kenny Ortega                | [ 150 ] |
| "Queen of Mean"                       | 2019 | Sarah Jeffery | Kenny Ortega                | [ 151 ] |
| "Queen of Mean (CLOUDxCITY Remix)"    | 2019 | Sarah Jeffery | Tore Livia e Gus Dominguez  | [ 152 ] |
| "Audrey's Christmas Rewind"           | 2019 | Sarah Jeffery e Jadah Marie | Desconhecido                | [ 153 ] |
| "Feeling the Love"                    | 2021 | Elenco de Descendants: The Royal Wedding | Salvador Simó               | [ 154 ] |
| "What's My Name (Red Version)"        | 2024 | China Anne McClain e Kylie Cantrall | Jennifer Phang              | [ 155 ] |
| "Red"                                 | 2024 | Kylie Cantrall e Alex Boniello | Jennifer Phang              | [ 156 ] |
| "Get Your Hands Dirty"                | 2024 | Malia Baker e Morgan Dudley | Jennifer Phang              | [ 157 ] |
| "Love Ain't It"                       | 2024 | Rita Ora, Kylie Cantrall, Brandy e Malia Baker | Jennifer Phang              | [ 158 ] |
| "Fight of Our Lives"                  | 2024 | Kylie Cantrall e Malia Baker | Jennifer Phang              | [ 159 ] |
| "Life Is Sweeter"                     | 2024 | Descendants – Elenco | Jennifer Phang              | [ 160 ] |
| "So This Is Love"                     | 2024 | Brandy e Paolo Montalban | Jennifer Phang              | [ 161 ] |
| "Perfect Revenge"                     | 2024 | Dara Reneé, Anthony Pyatt, Joshua Colley, Mars e Peder Lindell | Jennifer Phang              | [ 162 ] |

## Séries de televisão

### Descendants: School of Secrets(2015)
Antes da estreia do filme, o Disney Channel anunciou uma minissérie live action que seria uma prequela do filme, intitulada de Descendants: School of Secrets. Cada um dos 23 episódios, com menos de 5 minutos de duração, revelam mais segredos acerca dos estudantes da Preparatória de Auradon.

### Descendants: Wicked World(2015-2017)
Logo após o filme acabar no Disney Channel, foi anunciado que uma série de curtas animada intitulada Descendants: Wicked World seria lançada a 18 de setembro de 2015. Em Portugal estreou após a estreia do filme, a 10 de outubro de 2015, com o título traduzido para Os Descendentes: Wicked World. No Brasil estreou a 31 de outubro de 2015. Além disso, o antigo artista de storyboard de Phineas and Ferb Aliki Theofilopoulos Grafft foi anunciado no Twitter, dirigindo a série em conjunto de Jenni Cook como produtora, com o elenco original a dar voz às suas respetivas personagens.

### The Planning of the Royal Wedding(2020)
A 28 de agosto de 2020, uma prequela animada do especial de TV Descendants: The Royal Wedding com 3 episódios foi lançada no canal de Youtube do Disney Channel. Em Portugal estreou a 20 de outubro de 2021, no canal de Youtube da região portuguesa do Disney Channel, com o título traduzido para Os Descendentes: Planear o Casamento Real. A série segue Mal e Evie enquanto se preparam para o casamento real, com Dove Cameron e Sofia Carson a dar voz as suas respetivas personagens.

### Chibi Tiny Tales(2024)
Em julho de 2024, o primeiro filme Descendants foi contado no formato da série de curtas Chibi Tiny Tales no canal YouTube do Disney Channel.

## Curtas-metragens

### Under the Sea: A Descendants Short Story(2018)
Uma curta-metragem, Under The Sea: A Descendants Short Story foi lançada a 28 de setembro de 2018. Em Portugal, foi lançada a 6 de outubro de 2018, com o título traduzido para Aqui No Mar. Uma História de Os Descendentes. A história gira em torno de Mal (Dove Cameron), que descobre uma esfera brilhante numa floresta. Ela então encontra Dizzy (Anna Cathcart), que está a ser controlada pelo colar de Uma (China Anne McClain).

### Audrey's Royal Return: A Descendants Short Story(2019)
Uma segunda curta-metragem, Audrey's Royal Return: A Descendants Short Story, foi lançada a 5 de julho de 2019. Em Portugal, foi lançada a 5 de outubro de 2019, com o título traduzido para O Regresso Real da Audrey. Uma História de Os Descendentes. Centra-se na Audrey (Sarah Jeffery), que passa pelo seu salão para uma mudança de visual devido ao seu regresso a Auradon após estar ausente no ano anterior, resumindo os eventos dos dois primeiros filmes no seu ponto de vista, ao mesmo tempo em que explica a sua ausência no segundo filme.

### Wicked Woods: A Descendants Halloween Story(2019)
Uma curta-metragem animada em stop motion, Wicked Woods: A Descendants Halloween Story, foi lançada a 4 de outubro de 2019. A história gira em torno de Mal, que conta a seus amigos na noite de Halloween, sobre a lenda do Cavaleiro Sem Cabeça, um dos primeiros vilões de Auradon, que se diz estar perdido na floresta da cidade e os assombra há centenas de anos. A curta foi animada com bonecas da linha de brinquedos Descendants, tendo Dove Cameron, Sofia Carson, Booboo Stewart, Cameron Boyce, Sarah Jeffery e China Anne McClain dado voz às suas respetivas personagens.

### Wickedly Sweet: A Descendants Short Story(2024)
Uma curta-metragem animada em stop motion, Wickedly Sweet: A Descendants Short Story, foi lançada a 25 de outubro de 2024 no YouTube do Disney Channel e a 26 de outubro de 2024 no Disney Channel. É focado em Red, Chloe e Bridget, que colocam as mãos no Livro de Receitas do Feiticeiro, mas Uliana aparece e juntas, as quatro cantam, dançam e cozinham algumas guloseimas "perversamente doces". Elas cantam novas versões de "Ways to Be Wicked" (Descendants 2) e de "Life is Sweeter" (Descendants: The Rise of Red). O curta foi animado usando bonecas da linha de brinquedos Descendants: The Rise of Red da Mattel, tendo Kylie Cantrall, Malia Baker, Ruby Rose Turner e Dara Reneé dado voz às suas respetivas personagens.

### Shuffle of Love: A Descendants Short Story(2025)
Uma curta-metragem, Shuffle of Love: A Descendants Short Story, foi lançada a 13 de fevereiro de 2025 no Disney+ e no Disney Channel. Em Portugal, foi lançada a 9 de maio de 2025 no YouTube, com o título traduzido para A Dança do Amor: Uma Curta História de Os Descendentes. Centra-se em Bridget (Ruby Rose Turner), que segue o seu sonho de espalhar amor e alegria dançando "A Dança do Amor". Red e Chloe ajudam-na a aperfeiçoar a dança para a sua estreia no maior evento da Academia Merlin, o Castlecoming. Com tanta emoção, a imaginação de Bridget descontrola-se e a sua dança ultrapassa os seus sonhos mais loucos... Ou assim pensa ela.

## Especiais de televisão

### Descendants Remix Dance Party(2020)
Descendants Remix Dance Party é um especial de televisão lançado a 20 de março de 2020 no Disney Channel, com Cheyenne Jackson a voltar a interpretar a personagem Hades de Descendants 3, que organiza uma festa de dança com sucessos musicais reimaginados dos filmes da saga Descendants, performados por Sofia Wylie, Dara Reneé, e Kylie Cantrall.

### Descendants: The Royal Wedding(2021)
Descendants: The Royal Wedding é um especial animado que foi lançado no Disney Channel a 13 de agosto de 2021. Em Portugal, foi lançado a 7 de novembro de 2021, com o título traduzido para Os Descendentes: O Casamento Real. Este projeto é o primeiro da saga a ser anunciado após a morte de Boyce, e como tal, foi anunciado que a ausência do seu personagem Carlos seria adaptada. Carlos é mencionado momentaneamente, embora não seja especificado o que lhe aconteceu. No especial, o casamento entre Mal e Ben é o maior acontecimento do momento (depois de ficarem noivos em Descendants 3). Porém, com a chegada de Hades o local da cerimónia acaba por se incendiar. Mal e os seus amigos vão à procura de Hades, para descobrir o que aconteceu exatamente para acabar tudo em chamas. A história acaba com uma cena que se conecta a Descendants: The Rise of Red.
Descendants: The Royal Wedding foi indicado para a Melhor Banda Sonora Original - Curta-metragem (Animado) na 12ª gala da Hollywood Music in Media Awards.

## Performances ao vivo

### Disney's Descendants: The Musical(2020-presente)
A 6 de fevereiro de 2020, a Music Theatre International adquiriu os direitos de uma produção juvenil da série de filmes. O enredo é baseado principalmente no primeiro filme, mas usa elementos e música de todos os três filmes e Descendants: Wicked World. Possui um livro e letras adicionais escritas por Nick Blaemire, música adicional de Madeline Smith e novas orquestrações de Matthew Tishler.

### Descendants/Zombies: Worlds Collide Tour(2025)
No Disney Entertainment Showcase, realizado a 9 de agosto de 2024 durante o D23 Expo, foi anunciado pela Disney Branded Television, Disney Concerts, Disney Music Group e a AEG que Descendants/Zombies: Worlds Collide Tour aconteceria no verão de 2025. A turnê será realizada pelos Estados Unidos e reune estrelas das franquias Descendants e Zombies, com as aparições confirmadas dos protagonistas de Descendants: The Rise of Red e Zombies 4: Dawn of the Vampires Kylie Cantrall, Malia Baker, Dara Reneé, Ruby Rose Turner, Freya Skye e Malachi Barton, com mais integrantes a serem anunciados posteriormente.

## Livros

### SérieThe Isle of the Lost
Esta série de livros detalha eventos que aconteceram antes ou depois dos filmes. Em maio de 2022, foi anunciado que 9 milhões de livros Descendants foram vendidos até ao momento.

#### The Isle of the Lost(2015)
Uma novela literária The Isle of the Lost por Melissa de la Cruz foi publicada a 5 de maio de 2015. Em Portugal, foi adaptada para português pela editora Dom Quixote e publicada em outubro de 2015, com o título traduzido para A Ilha dos Perdidos. Trata-se de uma prequela do primeiro filme Descendants. Há vinte anos, todos os vilões do Mal foram banidos do reino de Auradon para a Ilha dos Perdidos, um local sinistro e sombrio protegido por um campo de forças que torna impossível que saiam de lá. Desprovidos dos seus poderes mágicos, os vilões vivem agora em isolamento total, esquecidos pelo mundo. Mas escondido na Fortaleza Proibida está o Olho de Dragão: a chave para a verdadeira escuridão e a única esperança dos vilões escaparem. Apenas os vilões mais inteligentes, malvados e ruins podem encontrá-lo… quem serão?

#### Return to the Isle of the Lost(2016)
Outra novela literária Descendants intitulada Return to the Isle of the Lost foi publicada a 24 de maio de 2016, tratando-se de uma prequela para os eventos de Descendants e também da série animada Descendants: Wicked World. Em Portugal, foi publicada em setembro de 2016, com o título traduzido para Regresso à Ilha dos Perdidos. Mal e os seus amigos Evie, Carlos e Jay recebem mensagens ameaçadoras a exigir que regressem a casa. Eles têm uma vaga suspeita de que os seus pais vilões estão por trás das mensagens. E quando Evie olha para o Espelho Mágico, aquilo que vê só confirma os seus receios. Maléfica não passa agora de um minúsculo lagarto, após o confronto com Mal na Coroação de Ben, mas por alguma razão é a pior vilã naquela terra. Terá encontrado uma maneira de fugir? Seja o que for que se passa, Mal, Evie, Carlos e Jay têm de voltar secretamente à ilha para desvendar o mistério.

#### Rise of the Isle of the Lost(2017)
Uma terceira novela literária intitulada Rise of the Isle of the Lost foi publicada a 23 de maio de 2017. Em Portugal, foi publicada em agosto de 2017, com o título traduzido para Revolta da Ilha dos Perdidos. Trata-se de uma prequela de Descendants 2. Nas profundezas submarinas, o poderoso tridente do Rei Tritão atravessou a barreira mágica que rodeia a Ilha dos Perdidos e que não deixa sair os vilões nem entrar a magia. E quando Uma, filha de Úrsula, e grande rival de Mal, descobre o que aconteceu, não consegue acreditar na sua sorte. A maré arrastou uma coisa boa para variar, e Uma está decidida a deitar-lhe as suas mãos impiedosas. Mas primeiro, tem de arranjar uma tripulação de piratas. Está uma tempestade a fustigar Auradon, e quando Mal, Evie, Carlos e Jay ouvem dizer que o tridente foi levado pelas águas, percebem que terão de o encontrar antes que alguém da ilha o faça. Felizmente, parece que têm um talento especial para localizar objetos mágicos desaparecidos. Enquanto Uma se prepara para o alto-mar ao lado de Harry, filho do Capitão Gancho, e Gil, filho de Gaston, acompanhados dos maiores patifes da Ilha dos Perdidos, os vilões regenerados de Auradon traçam o seu plano de ação. E com o Rei Ben ausente a tratar de assuntos do reino, não terão de seguir todas as regras do jogo.

#### Escape from the Isle of the Lost(2019)
O quarto livro da série intitulado Escape from the Isle of the Lost foi publicado a 4 de junho de 2019. Em Portugal, foi publicado em setembro de 2019, com o título traduzido para Fuga da Ilha dos Perdidos. Trata-se de uma prequela de Descendants 3. Mal, Evie, Jay e Carlos foram em tempos os piores dos vilões, mas os seus esquemas malvados pertencem (maioritariamente) ao passado — e agora a festa de finalistas aproxima-se! No entanto, antes de poderem vestir os seus trajes de cerimónia, confeccionados por Evie, têm um plano épico a pôr em ação. Há muitos miúdos vilões na Ilha dos Perdidos ansiosos pela oportunidade de frequentar a Secundária de Auradon — até Celia, a filha trapaceira do Dr. Facilier, tem ambições — e a equipa de Mal vai aproveitar a sua visita seguinte à ilha para ajudar a concretizar esse desejo. Porém, a maior ameaça de Auradon continua à solta…

#### Beyond the Isle of the Lost: Wonderland(2024)
O quinto livro da série foi publicado a 7 de maio de 2024. Em Portugal, foi publicado em julho de 2024, com o título traduzido Para Lá da Ilha dos Perdidos: País das Maravilhas. Trata-se de uma prequela de Descendants: The Rise of Red. Red nasceu no País das Maravilhas, governado com tirania pela sua mãe, a Rainha de Copas, que a educou para ser a sua sucessora ao trono. Mas Red não quer ter esse fim. Por isso, une-se aos novos amigos Ace e Chester para planear a derradeira rebelião: uma festa. Mal sabe ela que vão desencadear uma sucessão de acontecimentos (ou não-acontecimentos) que podem mudar as coisas para sempre.

### Narrativa juvenil
Uma narrativa juvenil do filme Descendants, adaptada por Rico Green, foi publicada a 14 de julho de 2015, tendo sido também adaptada e publicada em Portugal em outubro de 2015. Uma narrativa juvenil do filme Descendants 2 foi publicada em 2017 e adaptada e publicada em Portugal em agosto de 2017, e uma narrativa juvenil do filme Descendants 3 foi publicada a 30 de julho de 2019, sendo adaptada e publicada em Portugal em setembro de 2019.

### Outros livros
Outros livros foram publicados, incluindo Mal's Diary, Mal's Spell Book 1 and 2, Evie's Fashion Book, Uma's Wicked Book, Audrey's Diary, The Villain Kids’ Guide for New VKs, The Magic of Friendship, um livro de posters, um adesivo Descendants 3 e um livro de atividades, e o livro Guide to Auradon Prep. Todos eles foram publicados pela marca Disney Publishing Worldwide.